# Chlaenius infantulus
Chlaenius infantulus é uma espécie de insetos coleópteros pertencente à família Carabidae.
A autoridade científica da espécie é Chaudoir, tendo sido descrita no ano de 1876.
Trata-se de uma espécie presente no território português.